# Modulus calusa
Modulus calusa är en snäckart som beskrevs av Edward James Petuch 1988. Modulus calusa ingår i släktet Modulus och familjen Modulidae. Inga underarter finns listade i Catalogue of Life.